# Bandiera della Siria
La bandiera della Siria è stata adottata nel 2024 a seguito della caduta del governo di Assad. Dal 2011 era stata usata dall'Esercito siriano libero durante la guerra civile siriana. La bandiera riprende il disegno della prima bandiera nazionale siriana adottata nel 1932.

## Storia
La prima bandiera siriana, dopo la sua indipendenza ottenuta nel 1932, era un tricolore orizzontale verde-bianco-nero, con tre stelle rosse a cinque punte. Nel 1958, Siria ed Egitto formarono la Repubblica Araba Unita (RAU) ed adottarono il tricolore orizzontale rosso-bianco-nero con due stelle verdi a cinque punte, che costituiva la bandiera siriana fino alla caduta di Assad. Quando la Siria lasciò la RAU, nel 1961, tornò per breve tempo alla vecchia bandiera. Il colpo di Stato del Partito Ba'th nel 1963 portò ad una successione di bandiere rosso-bianco-nere, che culminò nel 1980 col ritorno al disegno della RAU.
Nella guerra civile siriana in corso dal 2011, la prima bandiera nazionale viene utilizzata dall'Esercito Siriano Libero, in rivolta contro le forze dell'ex presidente Bashar al-Assad.

## Simbolismo
I colori della bandiera sono quelli tradizionali del panarabismo, riscontrabili anche sulle bandiere di altre nazioni arabe, tra le quali Palestina, Giordania, Egitto, Iraq e Yemen, con il colore verde rappresentante il Califfato dei Rashidun, il bianco il Califfato omayyade e il nero il Califfato abbaside, riflettendo periodi storici in cui la Siria fu parte degli estesi califfati arabi. Inizialmente le tre stelle rosse rappresentavano le città di Damasco, Aleppo e Deir el-Zor, tre delle città più importanti del Paese, tuttavia in seguito all'incorporazione del Gebel Druso e dello Stato alawita nel 1936 fu attribuito un nuovo significato alle tre stelle della bandiera: la prima stella rappresentava le tre città collettivamente, la seconda il Monte Druso e la terza lo Stato alawita, riflettendo le diverse composizioni etniche e religiose del Paese.

## Bandiere storiche

Bandiera del Regno Arabo di Siria (1920)
Bandiera del Mandato francese della Siria (1920–1922)
Bandiera del Mandato francese della Siria e del Libano (1922–1932)
Bandiera della Repubblica siriana (1932–1958 e 1961–1963)
Bandiera della Repubblica Araba Unita (1958–1961)
Bandiera della Repubblica Araba di Siria (1963–1972)
Bandiera della Repubblica Araba di Siria (1972–1980)
Bandiera della Repubblica Araba di Siria (1980–2024)